# Innocent Love
Innocent Love – utwór muzyczny niemieckiej piosenkarki Sandry wydany w 1986 roku na jej albumie Mirrors.

## Ogólne informacje
Piosenkę napisali Hubert Kemmler, Ulrich Herter, Susanne Müller i Klaus Hirschburger, a wyprodukowali Michael Cretu i Armand Volker. Została ona pierwszym singlem z płyty Mirrors i osiągnęła komercyjny sukces w Europie, szczególnie w Grecji, Norwegii i Francji, gdzie dostała się do top 10 list przebojów. Singel dotarł także do 5. miejsca na ogólnoeuropejskiej liście sprzedaży. Na stronie B singla zamieszczona została wersja instrumentalna „Innocent Theme”. Teledysk do piosenki wyreżyserował zespół producencki DoRo (Rudi Dolezal i Hannes Rossacher). W 2006 roku nowy remiks „Innocent Love” ukazał się na płycie Reflections.

## Lista ścieżek
- 7" single

A. „Innocent Love” – 3:50
B. „Innocent Theme” – 3:26
- 12" single

A. „Innocent Love” (Extended) – 6:47
B. „Innocent Theme” – 3:26

## Notowania
| Kraj i lista (1986)          | Najwyższa pozycja |
| ---------------------------- | ----------------- |
| Francja (SNEP)               | 10                |
| Grecja                       | 3                 |
| Niemcy (Media Control)       | 11                |
| Norwegia (VG-lista)          | 6                 |
| Szwajcaria (Singles Top 100) | 14                |